# Regierungsbezirk Darmstadt
Regierungsbezirk Darmstadt är ett av tre regeringsområden i det tyska förbundslandet Hessen. 

## Geografi
Regeringsområdet ligger i söder delen av Hessen. I norr gränsar distriktet till Regierungsbezirk Gießen.

## Distrikt och distriktsfria städer

### Distrikt
1. Bergstraße
2. Darmstadt-Dieburg
3. Groß-Gerau
4. Hochtaunuskreis
5. Main-Kinzig-Kreis
6. Main-Taunus-Kreis
7. Odenwaldkreis
8. Offenbach
9. Rheingau-Taunus-Kreis
10. Wetteraukreis

### Distriktsfria städer
1. Darmstadt
2. Frankfurt am Main
3. Offenbach am Main
4. Wiesbaden

## Källa
1. ↑  GeoHive - Hessen Arkiverad 19 april 2015 hämtat från the Wayback Machine.